# Киселёв, Иван Михайлович
Иван Михайлович Киселёв (2 сентября 1919, Тамбовская губерния — 6 апреля 1987, Москва) — лётчик-истребитель, старший лейтенант Рабоче-крестьянской Красной Армии, участник Великой Отечественной войны, Герой Советского Союза (1965).

## Биография
Родился 2 сентября 1919 года в селе Хреново. После окончания семи классов школы и сасовской школы фабрично-заводского ученичества работал слесарем-сборщиком, а позднее — бригадиром на Московском авиазаводе имени Фрунзе. Окончил Измайловский аэроклуб Москвы и Тамбовскую школу пилотов Гражданского воздушного флота, после чего работал в гражданской авиации. В 1940 году был призван на службу в Рабоче-крестьянскую Красную Армию. В 1941 году он окончил Черниговскую военную авиационную школу пилотов.
С ноября 1943 года — на фронтах Великой Отечественной войны. Участвовал в освобождении Украинской ССР, Крыма, Белорусской и Литовской ССР. 20 августа 1944 года под Каунасом в воздушном бою Киселёву снарядом оторвало ногу, но, уперев обрубок кости в пол, лётчик всё же сумел довести самолёт до аэродрома. В мае 1945 года на протезе ноги он вернулся в строй. К концу войны старший лейтенант Иван Киселёв командовал звеном 274-го истребительного авиаполка 278-й истребительной авиадивизии 3-го истребительного авиакорпуса 1-й воздушной армии 3-го Белорусского фронта. За время своего участия в боях он совершил 156 боевых вылетов, принял участие в 135 воздушных боях, сбив 10 вражеских самолётов лично (по наградным документам — 12). 
После окончания войны вышел в отставку. Проживал в Москве, работал сначала в Главном управлении Гражданского воздушного флота, а после окончания в 1956 году Высшей партийной школы при ЦК КПСС был секретарём парткома Министерства гражданской авиации СССР.
Указом Президиума Верховного Совета СССР от 14 мая 1965 года за «образцовое выполнение боевых заданий командования на фронте борьбы с немецкими захватчиками и проявленные при этом отвагу и геройство» старший лейтенант в отставке Иван Киселёв был удостоен высокого звания Героя Советского Союза с вручением ордена Ленина и медали «Золотая Звезда» за номером 10699.

Могила Киселёва на Кунцевском кладбище.

Жил в Москве по адресу: Песчаная улица, 12. Скончался 6 апреля 1987 года, похоронен на Кунцевском кладбище Москвы.
Был также награждён орденом Красного Знамени и двумя орденами Отечественной войны 1-й степени, рядом медалей.